# John Dover Wilson
John Dover Wilson (Mortlake o Londres, 13 de julio de 1881-Balerno, 15 de enero de 1969) fue un autor y crítico literario británico, dedicado al estudio de la obra de William Shakespeare.
Editor jefe de New Cambridge Edition of Shakespeare, cuya publicación se extendió entre 1921 y 1966, fue autor de obras como  The Essential Shakespeare: A biographical adventure (1932), The Manuscript of Shakespeare's Hamlet and the Problems of its Transmission (1934), What Happens in Hamlet (1935) o The Fortunes of Falstaff (1944), entre otras.
Compilador de Life in Shakespeare's England: A Book of Elizabethan Prose (1911), también corrieron a su cargo ediciones de Hamlet (1934), Julius Caesar (1949), Othello (1957), junto a Alice Walker, o The Sonnets (1966), entre otras. 